# Grań Townsona

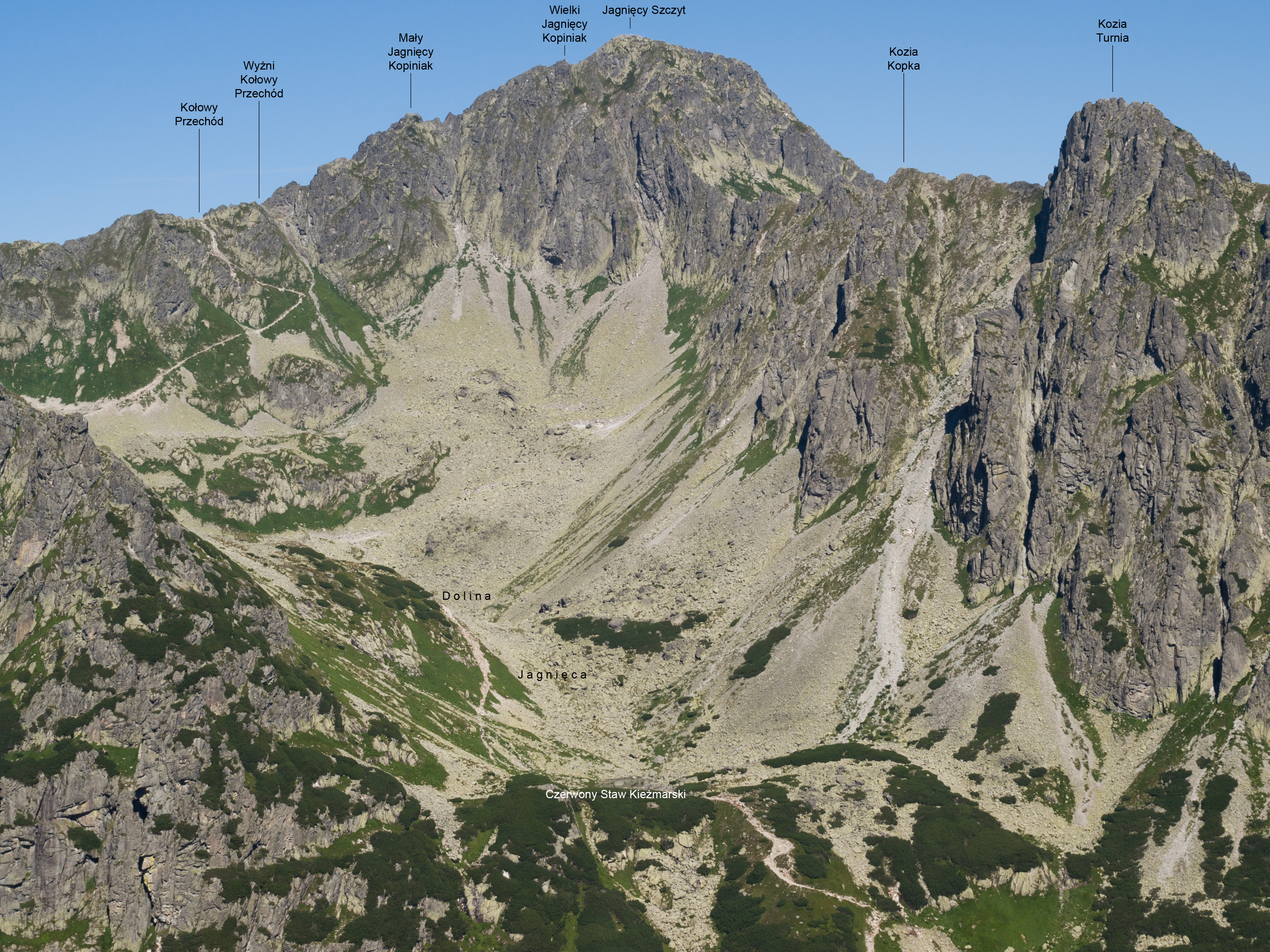
Grań Townsona na lewo od Jagnięcego Szczytu, podpisane obiekty

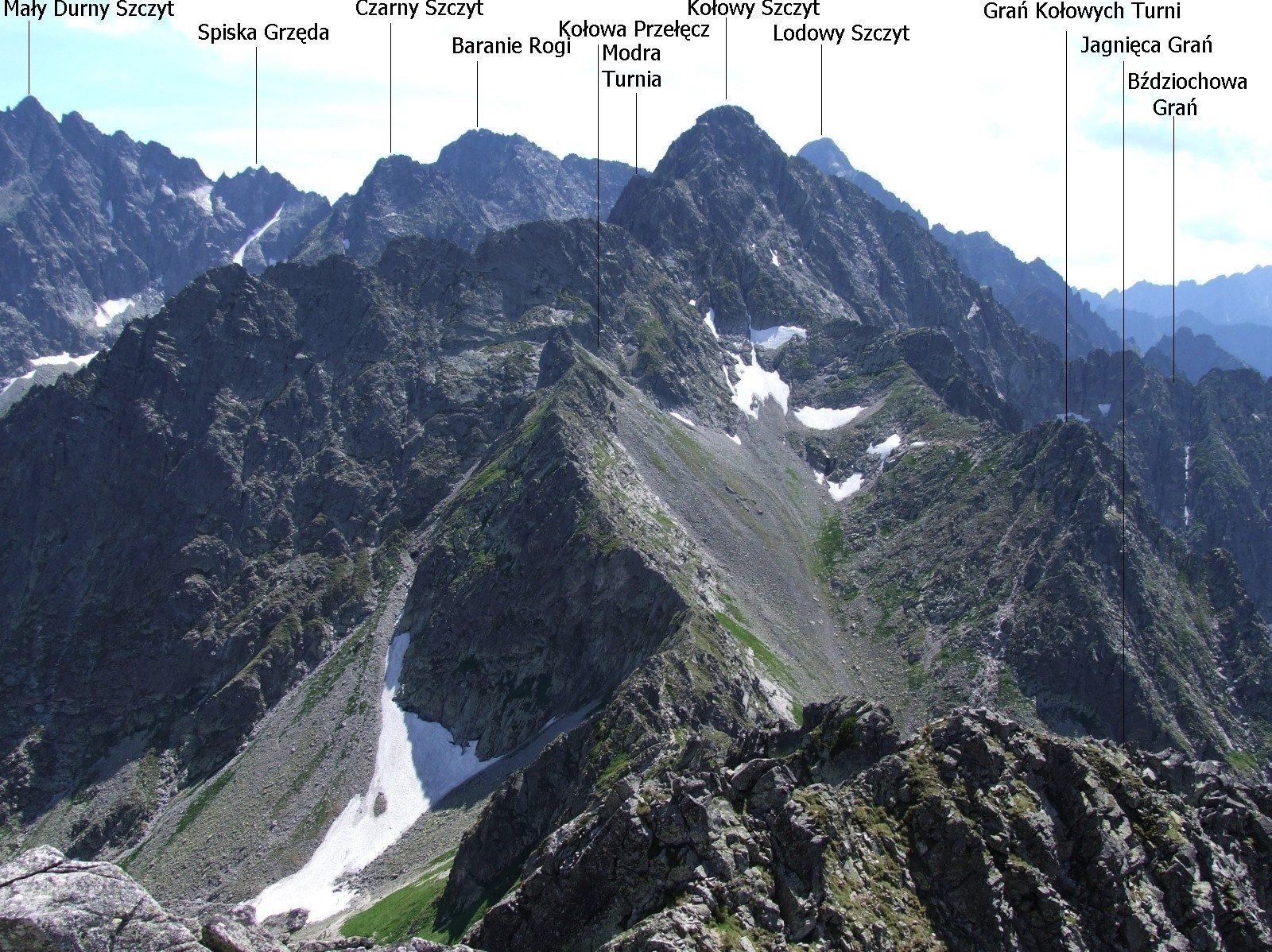
Grań Townsona na pierwszym planie

Grań Townsona (słow. Townsonov hrebeň, niem. Townson-Grat, węg. Townson-gerinc) – grań w słowackich Tatrach Wysokich, będąca fragmentem grani głównej Tatr. Jest południowo-zachodnią granią Jagnięcego Szczytu (ostatniego na północnym wschodzie masywu Tatr Wysokich) i opada z niego na szeroką Kołową Przełęcz.
W grani w kierunku od Kołowej Przełęczy do Jagnięcego Szczytu znajdują się kolejno (słowackie nazwy według czterojęzycznego słownika):
- Kołowy Przechód (Kolový priechod),
- Wyżni Kołowy Przechód (Vyšný Kolový priechod),
- Mały Jagnięcy Kopiniak (Malý jahňací zub),
- Niżni Jagnięcy Karb (Nižný jahňací zárez),
- Wielki Jagnięcy Kopiniak (Veľký jahňací zub),
- Wyżni Jagnięcy Karb (Vyšný jahňací zárez)[2].

Stoki północno-zachodnie opadają z Grani Townsona do Bździochowego Koryciska – odnogi Doliny Kołowej. Z kolei stoki południowo-wschodnie zbiegają w stronę Doliny Jagnięcej – jednego z odgałęzień Doliny Zielonej Kieżmarskiej.
Na wszystkie przełęcze znajdujące się w grani wprowadza żółty szlak turystyczny znad Zielonego Stawu Kieżmarskiego na Jagnięcy Szczyt. Turnie pomiędzy siodłami omija on po stronie Doliny Kołowej.
Nazwa grani została nadana w 1793 r. na cześć Roberta Townsona – pierwszego zdobywcy Jagnięcego Szczytu, który na szczyt wszedł właśnie od strony południowo-zachodniej. Zarówno w lecie, jak i w zimie grań przechodzono przy pierwszych wejściach na wierzchołek, niemożliwe jest jednak sprecyzowanie, kto poruszał się ściśle wzdłuż niej, a kto prostszą trasą po ścieżce.